# Ikarus E99
Az Ikarus E99 egy emeletes távolsági autóbusz. A típus gyártását 1995-ben kezdte meg az Ikarus, az első példány a Kisalföld Volán színeiben Győr és Budapest között közlekedett. Jelenleg nem található Magyarországon közlekedési központoknál. A DAKK 2017-ben selejtezte a buszait.Az autóbuszból 17 darab készült. 2 darab a Kisalföld Volánhoz, 2 darab a Volánbuszhoz, 2 darab a Pannon Volánhoz, 2 darab a Kunság Volánhoz, 1 darab a Vértes Volánhoz, 1 darab a Körös Volánhoz, 3 darab a Grand Tours utazási irodához, 2 darab Litvániába és 2 darab a Hong Kongi Spacebus-hoz került. A volt Kisalföld Volántól (később ÉNYKK) búcsúzott el az utolsó busz 2017 nyarán, ami 2018-ban egy út erejéig újra mozgott. Jelenleg a MÁV nosztalgiajárműve. 

## Adatok
- Hosszúság: 12 000 mm
- Szélesség: 2500 mm
- Tengelytáv: 5630 + 1300 mm
- Mellső kinyúlás: 2300 mm
- Hátsó kinyúlás: 2770 mm
- Belépő magasság: 336 mm
- Hasznos terhelés: 7500 kg
- Összes gördülő súly: 24 000 kg
- Utasok száma (felül/alul):  54/16 (összesen: 70) fő
- Csomagtér térfogata: max: 9,1 m³
- Hátsóhíd: Scania ADA 1300, ASA 701/ Rába 311-3300, 932-3100 11 500-11 600 kg, illetve 6 500-7 500 kg terheléssel
- Mellső híd: Scania AMI 700/ Rába 700-3100 6200-6500 kg terheléssel
- Kerekek: Michelin 315/80R 22,5" illetve Taurus 315/80R 22,5" összesen 8+1 db
- Rugózás:  Teljes légrugózás
- Kormányzás:ZF Servocom 8098
- Fék: Kétkörös légfékrendszer levegőszárítóval (opció: ABS/ASR ill. TC rendszer)
- Üzemanyagtartály: 630 liter